# Bonanza Bros.
Bonanza Bros. (algumas vezes aparecendo como Bonanza Brothers) é um jogo de fliperama da Sega que posteriormente foi produzido para outros videogames.
O Arcade foi produzido em 1990, e posteriormente ganhou versões para Sega Mega Drive, Amstrad CPC, Atari ST, Commodore 64, Commodore Amiga, X68000, ZX Spectrum, Master System e PC Engine no ano de 1990 e também foi incluído na versão japonesa de Sonic Gems Collection. Foi lançado também em uma versão Sega Ages para o PlayStation 2 assim como na versão americana Sega Classics Collection.

## História
Os irmãos, Robo e Mobo, são dois ladrões que são mandados para roubar certos itens escondidos por estabelecimentos e moradias em troca de recompensas. Porém, na versão ocidental, houve uma censura no enredo. Na versão ocidental, os irmãos, que também mudaram de nome para Mike e Spike, dessa vez estão testando um sistema de segurança a pedido de um senhor de negócios que havia sido vítima de diversos furtos. O quadro de procurado que aparecia na introdução do jogo também foi retirado, mas a tela de game over, que mostrava eles presos, permaneceu. Há também a versão onde Robo e Mobo continuam sendo criminosos, no entanto, recebem uma mensagem do chefe de polícia de Badville(cidade fictícia onde se passa o jogo) realizando um acordo com ambos, onde caso os dois conseguissem coletar evidências de crime e corrupção em estabelecimentos de fachada como uma casa da moeda que imprime dinheiro falso, empresas que fazem lavagem de dinheiro, etc., seriam absolvidos de seus roubos e poderiam permanecer em liberdade.

## Jogabilidade
Bonanza Bros. é um jogo do gênero plataforma onde você assume o papel de um dos irmãos: Robo e Mobo (Mike e Spike em algumas versões européias), onde o jogador deve mover-se furtivamente dentro de edifícios evitando guardas, pegando vários objetos e mover-se até a cobertura onde um dirigível estará esperando o jogador com o produto do roubo. Dois jogadores podem jogar cooperativamente ao mesmo tempo, e durante o jogo a tela estará sempre dividida em dois (exceto na versão de Master System, exclusiva para um jogador).
O jogador pode andar, pular, atirar e mover-se para trás de uma parede ou grande móvel, permitindo assim que o personagem se esconda e evite disparos dos guardas.
Os guardas não podem ser neutralizados definitivamente, ficam somente nocauteados por alguns segundos após serem baleados ou serem golpeados por uma porta. Eles são alertados por sons ou quando um dos irmãos entra em seu campo de visão, então eles podem esconder-se, chamar ajuda ou atirar contra o jogador. Se o jogador é atingido, ele deixa cair todos os objetos roubados(exceto no Master System) e perde uma vida. Alguns guardas possuem escudos e podem ser atingidos somente quando estão de costas ou com o escudo virado para o lado oposto do lado exposto.

## Fases
Os lugares (estágios) onde os irmãos praticam seus assaltos variam de uma versão a outra. Entre eles encontram-se um banco, uma companhia, uma mansão de um milionário, um cassino, uma casa da moeda, uma loja de departamentos, uma joalheria, um cruzeiro de luxo, uma mina de ouro, um antiquário, um laboratório, uma galeria de arte e uma pirâmide.

## Desenvolvimento

### Jogos relacionados e plataformas
Há dois spin-offs para o jogo. O primeiro é chamado "Puzzle & Action: Tant-R" que foi lançado no ano de 1992 e o segundo é "Puzzle & Action: Ichidant-R", lançado em 1994. Esses dois jogos de Arcade foram lançados também para Mega Drive, Game Gear, Sega Saturn e posteriormente lançados na coletânea Sega Ages junto com o jogo Bonanza Bros.
O Virtual Console do Wii também recebeu versões de ambos Puzzle & Action citados anteriormente.
Os dois são considerados spin-offs pois eles não seguem o gênero de ação do jogo original (ao invés disso são jogos de quebra-cabeças). Há também um outro jogo: "Puzzle & Action: Treasure Hunt", lançado em 1997, porém este permaneceu exclusivo aos fliperamas.
Bonanza Bros. também foi incluído na Sonic Gems Collection, mas somente para o mercado japonês, tendo sido removido nas versões americanas e européias do jogo juntamente com os jogos da série Streets of Rage (Bare Knuckle no Japão) de modo a preservar sua classificação etária universal. Entetanto os irmãos Bonanza fizeram sua primeira aparição recente no Sega Genesis Collection para o PlayStation 2, lançado na América do Norte, assim como no Sonic Gems Collection lançado no Japão e Europa.
Em 29 de Janeiro de 2007, Bonanza Bros. tornou-se disponível para download no Virtual Console do Wii nos EUA. Tornou-se disponível também na Europa em 2 de Fevereiro de 2007.